# Луна, Изабелла де
Изабелла де Луна (итал. Isabella de Luna; ум. 1564) — итальянская (первоначально испанская) проститутка и куртизанка, жившая в Риме эпохи Возрождения. Она была известна как весёлая компанейская женщина, обладающая добрым сердцем, но и скверным языком. Она также была известна как музыкантша. Среди её покровителей были представители знати и кардиналы.

## Биография
Изабелла де Луна была родом из города Гранада (Испания). Она последовала за солдатом в императорскую армию Карла V, императора Священной Римской империи, где она занималась проституцией и присутствовала при завоевании Туниса в 1535 году. Около 1536 года она осела в Риме, где приобрела дом в 1544 году и стала известна как самая знаменитая куртизанка высшего класса, или cortigiana onesta, своего поколения.
Как и у всех куртизанок её уровня, у неё был главный клиент, в её случае им был Роберто Строцци. К другим клиентам относились кардинал Карафа, маркиз де Монтебелло, кардинал Фарнезе и писатель Маттео Банделло. По словам Пьера Брантома, Изабелла де Луна сама была клиенткой одной из своих коллег, Пандоры, считавшейся одной из самых красивых в Риме, которой она платила за сексуальные услуги. Знаменитый случай произошёл на одном из вечеров, когда Рокко Бьянкалана проиграл ей пари после того, как он пообещал заставить её покраснеть, но не смог это сделать и проиграл.
Изабелла де Луна была изображена в двух новеллах современного ей писателя Маттео Банделло. Одна из них носила название «Жизни галантных дам».

### Судебные преследования
В 1555 году де Луна была обвинена в том, что держала ребёнка в плену в своём доме. Перед тем как её собирались арестовать, она сумела сбежать. Изабелла была схвачена в Римини, когда направлялась в Венецию, и помещена в римский замок Святого Ангела, где дожидалась суда. Два года спустя, в 1557 году, она была свидетельницей на суде над римским дворянином Помпео Джустини.
Во время официальной кампании по насаждению нравственности де Луна и Пандора были арестованы, и римский папа пригрозил сжечь их на костре. В другой раз она была заключена в тюрьму за долги, но сумела заплатить торговцу, которому задолжала деньги, прежде чем её посадили в тюрьму. Однако, поскольку она сделала вид, что подтирается повесткой в суд, и предстала перед судьёй пьяной, её приговорили к публичной порке в 50 ударов по голым ягодицам.